# Cribropyrgoides
Cribropyrgoides es un género de foraminífero bentónico considerado un sinónimo posterior de Quinqueloculina de la subfamilia Miliolinellinae, de la familia Hauerinidae, de la superfamilia Milioloidea, del suborden Miliolina y del orden Miliolida. Su especie tipo era Triloculina aspergillum. Su rango cronoestratigráfico abarcaba el Holoceno.

## Clasificación
Cribropyrgoides incluía a la siguiente especie:
- Cribropyrgoides aspergillum